# Tor putitora
Tor putitora (auch Putitor Mahseer, Golden Mahseer oder Himalayan Mahseer genannt) ist einer der größten Vertreter der Familie der Karpfenfische.
Tor putitora kommt in der Himalaya-Region sowie in Südasien (vom Iran im Westen, Sri Lanka im Süden bis Thailand im Osten) vor. Er lebt in schnell strömenden Gewässern, Flussbecken und Seen.
Der Fisch ist ein beliebter Angelfisch. Er erreicht eine Länge von 2,75 m sowie ein Gewicht von 54 kg.
Die Art gilt als bedroht.
Wichtige Ursachen sind der Verlust von Lebensraum infolge wasserbaulicher Maßnahmen sowie Überfischung. 
Tor putitora ernährt sich von Fisch, Zooplankton, Insektenlarven sowie Wasserpflanzen.
Zum Laichen wandert der Karpfenfisch von den Unterläufen der Flüsse hinauf zu deren Mittelläufe. Dort laicht er üblicherweise, wenn die Flüsse geringere Abflüsse aufweisen. Die Jungfische halten sich zwischen Steinen und am Randbereich der Gewässer auf.